# هانس ليبرشي
هانس ليبرشي (1570 - دفن يوم 29 سبتمبر 1619), المعروف أيضا باسم يوهان ليبرشي أو ليبرهي كان صانع نظارات ألماني-هولندي. معروف باختراع التلسكوب، رغم أنه غير واضح إذا كان فعلا أول من يصنع واحدا.

## السيرة الذاتية
ولد هانس ليبرشي في فيزل، غرب ألمانيا، عام 1570. استقر في ميدلبورخ عاصمة مقاطعة زيلاند في هولندا ،  تزوج عام 1594 وأصبح مواطن زيلاندي في عام 1602. خلال تلك الفترة احترف تجليخ العدسات وأصبح صانع نظارات وأنشأ متجر. وبقي في ميدلبورخ حتى وفاته في سبتمبر 1619.

### اختراع التلسكوب
هانس معروف بأقدم سجل مكتوب عن التلسكوب الانكساري، في 1608. 
الصناعة التي بدأت في البندقية وفلورنسا في القرن الثالث عشر،
ثم انتشرت إلى هولندا وألمانيا.
عام 1608 قدم ليبرشي لبرلمان هولندا في 2 أكتوبر طلب للحصول على براءة الاختراع،  "من أجل رؤية الأشياء البعيدة كما لو كانت قريبة"،  لكن قبل بضعة أسابيع، كان صانع أدوات هولندي إسمه جاكوب منتيوس قد سجل نفس الاختراع، لذلك فشل ليبرشي في الحصول على براءة اختراع مادام نفس الطلب قد قدم من طرف صانع نظارات آخر  ولكن حصل ليبرشي على مكافأة مجزية من قبل الحكومة الهولندية على نسخته للتصميم.